# Franklin Delgado
Franklin Ulises Delgado (nacido el 18 de febrero de 1966) es un exfutbolista panameño que jugó como defensa.

## Trayectoria
Apodado Morocho, Delgado fue nombrado en 1989 MVP del año de la segunda temporada de ANAPROF, cuando jugaba en Pan de Azúcar. Tuvo etapas en el extranjero en los equipos salvadoreños Municipal Limeño y Tiburones y en Honduras con Platense a quien ingresó en septiembre de 1995. Extendió su estadía en el equipo local de San Francisco en el verano de 2001 por una última temporada  después de unirse a ellos en el verano de 2000 procedente del Sporting 89.

## Selección nacional
Delgado hizo su debut con Panamá en un partido de clasificación para la Copa Mundial de la FIFA de julio de 1988 contra Costa Rica y ha jugado un total de 51 partidos sin marcar goles. Representó a su país en 21 partidos de clasificación para la Copa Mundial de la FIFA. Y jugó en la Copa de Oro de la Concacaf 1993. Su último partido internacional fue un partido de clasificación para la Copa Mundial de la FIFA de noviembre de 2000 contra Trinidad y Tobago.

### Participaciones en Selección Nacional
| Copa            | Sede           | Resultado    | Partidos | Goles |
| --------------- | -------------- | ------------ | -------- | ----- |
| Copa Uncaf 1993 | Honduras       | Tercer lugar | 3        | 0     |
| Copa Oro 1993   | Estados Unidos | Primera fase | 3        | 0     |
| Copa Uncaf 1995 | El Salvador    | Primera fase | 2        | 0     |

## Clubes
| Club             | País        | Año         |
| ---------------- | ----------- | ----------- |
| CD Pan de Azúcar | Panamá      | 1988 - 1991 |
| CD Tiburones     | El Salvador | 1992 - 1993 |
| Municipal Limeño | El Salvador | 1994 - 1995 |
| Platense FC      | Honduras    | 1995 - 1996 |
| Sporting 89      | Panamá      | 1997 - 2000 |
| San Francisco FC | Panamá      | 2000 - 2001 |